# 懸衣翁

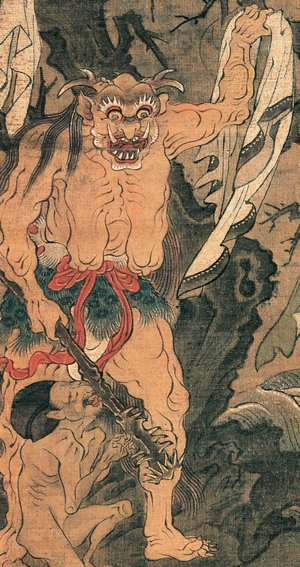
『十王図』的懸衣翁 （土佐光信・畫）

懸衣翁（けんえおう、けんねおう）是日本民間信仰中，在死後世界的三途川畔的鬼翁，和奪衣婆同屬十王的配下。

## 概要
奪衣婆剝取亡者的衣類，懸衣翁則將其掛於衣領樹（えりょうじゅ）的樹枝，依照樹枝垂下的程度，判其生前罪業之輕重。又，若亡者未著衣，懸衣翁會剝下亡者的皮，代替衣服。

## 脚注
1. ↑  福江充 『立山曼荼羅 - 絵解きと信仰の世界』 法藏館、2005年、117-118頁。ISBN 978-4-8318-7440-5

## 外部連結
- 田尻野仏漫歩 （页面存档备份，存于）
- 秩父札所巡り 札所19番・龍石寺 （页面存档备份，存于）